# Лембек
Лембек (нід. Lembeek) — місто в Бельгії. Входить до складу комуни Халле, округ Халле-Вілвоорде провінції Фламандський Брабант. Розташоване на південний захід від міста Халле, біля так званої «мовної межі» — кордону між голландськомовною Фландрією та франкомовною Валлонією.

## Історія
Назва міста походить від двох голландських слів — leem (укр. глина) та beek (укр. струмок), що відображає особливості місцевості — глинисті заболочені ґрунти.
У XII столітті землі навколо Лембека були частиною володінь герцогів Брабантських, один з яких передав Лембек як феод Гозевейну Енгієнському. На скелі у меандрі Сенни був зведений укріплений замок, навколо якого згодом виникло поселення. Ці землі слугували буфером між Брабантом та Ено, тому, коли наприкінці XII століття герцог Ено Бодуен V захопив замок, спалахнув конфлікт між двома герцогствами, який призвів до так званої «війни за Лембек», що закінчилася 20 серпня 1194 року. Було укладене перемир'я, за умовами якого ця територія була розділена між Едінгенським домом (Ено) та Гаасбекським домом (Брабант), а сам Лембек ставав вільним містом і, зокрема, отримував право на броварство та виробництво джину (женеверу). Кількість броварень у деякі часи досягала 43-х.
У XVI–XVII століттях Лембек належав родині Рішардо (Richardot), один з яких, Жан Рішардо, був видатним політиком і дипломатом. Він звів у Лембеку замок, який, на жаль, був зруйнований наприкінці XVI століття. Між 1618 та 1624 роками Вільям Рішардо відбудував замок. Після смерті останнього барона Лембеку, Клода Рішардо, його володіння перейшли до його дружини, а після її смерті — до її родичів Бурнонвіллів (Bournonville). У XVIII столітті Лембеком володіли герцоги Урсельські.
У 1853 році маєток придбав фабрикант джину Поль Кле (Paul Claes), але у 1904 році продав його Братству християнських шкіл, які відкрили тут свою штаб-квартиру та звели ще кілька будівель для школи. У 1969 році маєток був проданий компанії Colruyt, яка у 1972 році зруйнувала більшу частину замку для будівництва приміщень під власні потреби, проте будівництво так і не почалося.
Від маєтку залишилася тільки одна споруда — так звана башта Малакофф у парку. Зведена у 1855 році Полем Кле, вона була не функціональною будівлею, а архітектурною примхою, популярною в ті часи. Назва башти — на честь Малахового кургану під Севастополем, де у 1855 році відбулася одна з найбільших битв Кримської війни.
Під час Другої світової війни Лембек був одним з центрів Руху Опору. Через село йшла контрабанда зброї, а в підвалах проводилися важливі зустрічі повстанського командування.

## Економіка та інфраструктура
Через село пролягає канал Брюссель-Шарлеруа, також протікає річка Сенна. Є залізнична станція Лембек на лінії Брюссель-Монс-Кеві (квиткових кас немає).
Сільське господарство слабо розвинене, адже навколо села переважають глинисті ґрунти. Культивуються цукрові буряки, кукурудза та льон. Близько 10 % території зайнято лісами.
У селі розташована броварня Boon, яке виробляє пиво сорту ламбік. За однією з версій, назва цього сорту пива походить саме від назви села. Також у Лембеку розташована штаб-квартира бельгійської корпорації Colruyt.

## Демографія
З XIX століття населення Лембеку швидко зростало.
- 1846 рік — 2 488 осіб;
- 1910 рік — 5 460 осіб;
- 1961 рік — 6 156 осіб;
- 1970 рік — 6 201 особа;
- 1976 рік — 6 432 особи;
- 2004 рік — 7 256 осіб.

## Пам'ятки історії та архітектури
- Церква святого Верона (нід. Veronuskerk), зведена наприкінці XIX століття у неоготичному стилі. В церкві знаходиться статуя XVI століття, яка зображає святого Верона з Лембека (помер у 863 році).
- Замок Лембек, розташований біля церкви.
- Три середньовічні ферми, одна з яких має назву Hof Cottem.

## Культура

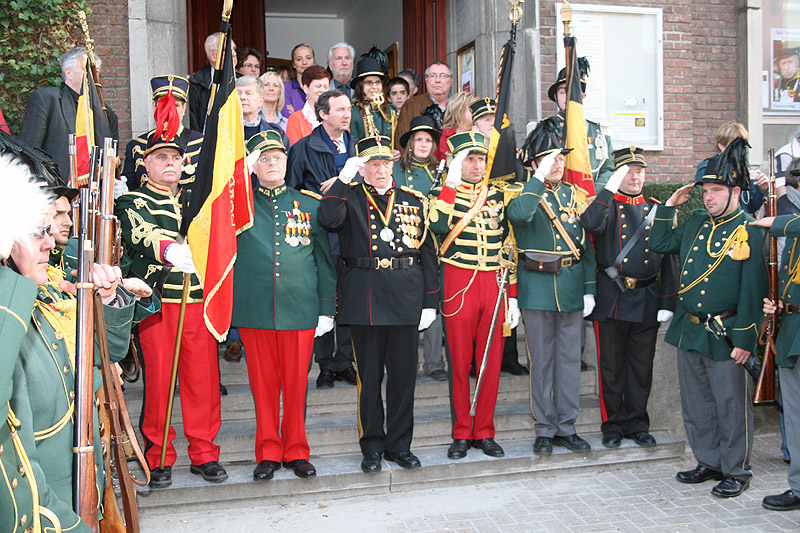
Учасники пасхальної процесії в історичній уніформі

У Пасхальний понеділок щороку проходить святкова процесія, єдина у Фландрії, де беруть участь солдати. Ця процесія проводиться вже близько 700 років на честь місцевого святого, покровителя міста — святого Верона. Процесія проходить навколо Лембеку по одному й тому ж маршруту, у срібному релікварії, виготовленому у 1767 році, проносять мощі святого Верона, а релікварій супроводжують люди, вдягнені у військову форму XVI–XIX століть — кавалерія, карабінери та інші.
За легендою, Верон був сином Людовика II Німецького, онука Карла Великого. Коли Верону виповнилося 15 років, його батьки зажадали одружити його, але юнак був проти одруження і втік з дому до Майнцу. Деякий час він мандрував, а потім прийшов до Лембеку, де став звичайним наймитом на фермі. Веронус помер близько 863 року. Впродовж свого життя він був дуже побожним та навіть робив чудеса, проте після його смерті ім'я Верона було на деякий час забуте. У 1004 році пастор церкви Лембека мав видіння, у якому йому явився Верон і наказав відкрити свою могилу. При великому скупченні народу могилу Верона було розрито, тіло в могилі не мало жодних слідів розпаду. З тих пір Лембек став центром паломництва, а святий Верон — покровителем броварства та міста Лембек. Мощі Верона були перевезені до міста Монс, де зберігалися в церкві святої Вальдетруди. Втім, через деякий час частково мощі повернулися до Лембека. За наказом герцога Ено кортеж з мощами супроводжували озброєні солдати, адже на дорогах в ті часи було неспокійно через численні воєнні конфлікти. На думку деяких істориків, саме від цього факту походить звичай, коли святкову процесію з мощами святого Верона, супроводжують люди, вдягнуті у військову форму.

## Спорт
У 1986 році в Лембеку пройшов світовий турнір з велокросу (проводиться Міжнародним союзом велосипедистів).
У міста є своя футбольна команда FCS Lembeek Zenne.